# Kleinštejn
Kleinštejn je zřícenina hradu tradičně umisťovaná na ostrožnu, která vybíhá z úbočí Humnického vrchu v Doupovských horách. Nachází se na okraji vojenského újezdu Hradiště asi 1,5 kilometru jihozápadně od Kotviny u Klášterce nad Ohří.

## Historie
Počátky hradu jsou nejasné. První písemná zmínka o něm je z roku 1435, kdy patřil Žibřidovi ze Žďáru. Brzy poté ho získal Vojtěch z Doupova, který vedl spory s Vendem z Illburka, majitelem sousedního hradu Egerberka. Jak vyplývá ze soudní žaloby z roku 1437 podané Vojtěchem, jistý Jan z popudu Venda z Illburka hrad Kleinštejn dobyl a pobořil.

## Lokalizace
O spojení místa a jména hradu existují pochyby, protože písemné prameny zmiňují existenci hradu pouze v patnáctém století, zatímco většina archeologických nálezů pochází z poloviny třináctého až čtrnáctého století a pouze malá část je ze století patnáctého. Jiří Úlovec proto navrhl spojení písemných zpráv o Kleinštejnu s tvrzištěm u zaniklé vesnice Zakšov, čemuž však odporují jeho malé rozměry. Ztotožnění zříceniny na Humnickém vrchu se jménem Kleinštejn podporuje výskyt alespoň malého množství keramiky z patnáctého století a zpochybnění výsledků nevelkého archeologického výzkumu, který zřejmě nezachytil kulturní vrstvu vzniklou během života hradu, ale pouze pahorek destrukce nějakého zdiva. Kromě toho August Sedláček spojil místo se jménem Kleinštejn, protože „les se v těchto končinách Klingenstein nazýval“.

## Stavební podoba
Jednodílný hrad patřil mezi hrady bergfritového typu. Měl lichoběžníkový půdorys vymezený hradbou širokou 180 centimetrů. V čele stál ve východním nároží okrouhlý bergfrit o průměru asi deset metrů se zdmi silnými 3,7 metru, které se dochovaly do výšky pouhých dvou metrů. Pravděpodobně byl opatřený břitem. Pod ním bývala přibližně v polovině jižní strany brána. Na severní straně nádvoří stával částečně podsklepený palác ve tvaru písmene L, přepažený několika příčkami. Terénní relikty naznačují existenci další budovy v jihozápadním nároží. Celý hrad obepínala parkánová hradba silná 80 centimetrů, která vymezovala asi pět metrů široký parkán. Přístupnou jižní stranu chránil z části zasypaný příkop, před kterým se snad nacházelo předhradí.

## Přístup
Zbytky hradu se nachází ve vojenském výcvikovém prostoru, a nejsou volně přístupné.